# Ефимов, Николай Алексеевич
Николай Алексеевич Ефимов (6 мая 1897 — 14 августа 1937) — советский военный деятель, начальник Артиллерийского управления РККА, комкор.

## Биография
Родился в семье судейского чиновника в г. Чернобыль Киевской губернии. Участник Первой мировой войны, подпоручик. Член ВКП(б) с 1918. Участник Гражданской и советско-польской войн на стороне РККА. В 1919—1922 учился в Военной академии РККА; в 1918—1921 начальник политотдела 3-й армии Восточного фронта, начальник штаба 2-й бригады 42-й стрелковой дивизии, помощник командира 14-й стрелковой дивизии, помощник начальника штаба Ленинградского военного округа; в 1921—1923 начальник Штаба войск ВЧК; в 1924—1926 начальник командного управления Штаба РККА; в 1926—1931 заместитель начальника вооружений РККА.
В 1931—1937 начальник ГАУ РККА; в 1934—1937 член Военного Совета при НКО СССР.
Арестован 22 мая 1937, приговорён ВКВС СССР 14 августа 1937 к ВМН и в тот же день расстрелян, реабилитирован посмертно 30 июня 1956 (по другим данным 9 февраля 1957).

## Семья
Жена — Мария Александровна Ефимова в августе 1938 года была приговорена «за недоносительство» к восьми годам лагерей, наказание отбывала в Темниковском лагере НКВД. После освобождения находилась в психиатрической больнице на излечении.

## Награды
Награждён двумя орденами Красного Знамени.

## Адрес
Москва, улица Тверская-Ямская, дом 10, квартира 8.